# Умгунгундлову
Умгунгундлову (зулу uMgungundlovu) — район провинции Квазулу-Натал (ЮАР). Название района в переводе с языка зулу означает «Место, где имеются слоны». Административный центр — Питермарицбург. Другие крупные города — Мпопхомени, Идендейл. По данным переписи 2001 года большинство населения района говорит на языке зулу.

## Административное деление
В состав района Умгунгундлову входят семь местных муниципалитетов:
- Мсундузи (местный муниципалитет)
- Умсхватхи (местный муниципалитет)
- Умнгени (местный муниципалитет)
- Ричмонд (местный муниципалитет)
- Мкхамбатхини (местный муниципалитет)
- Мпофана (местный муниципалитет)
- Импендле (местный муниципалитет)